# Fusileros de Lancashire
Los Fusileros de Lancashire fueron un regimiento de infantería británico que fue fusionado con otros regimientos de fusileros en 1968 para formar el Real Regimiento de Fusileros.

## Historia

### Formación e historia temprana
El regimiento fue fundado en 1688 en Devon bajo el mando de Sir Richard Peyton, como Regimiento de Infantería de Peyton (Peyton's Regiment of Foot). Este regimiento sirvió durante la Revolución Gloriosa bajo las órdenes del rey Guillermo III; en la Batalla del Boyne en julio de 1690, y en la de Aughrim en 1691.
Durante la Guerra de Sucesión Española (1701–1714), ayudó a la captura de varios galeones españoles en la Batalla de Rande en 1702. En la Guerra de Sucesión Austriaca se distinguió en la Batalla de Dettingen en junio de 1743, y en la de Fontenoy en mayo de 1745. También sirvió en la de Culloden del levantamiento jacobita en abril de 1746. Durante esta época el nombre de regimiento fue cambiando con cada nuevo coronel al mando, hasta 1751, cuando adoptó el fijo de Regimiento N.º 20 de Infantería (20th Regiment of Foot).

### Regimiento N.º 20 de Infantería
Durante la Guerra de los Siete Años el regimiento ganó honores de batalla en la de Minden el 1 de agosto de 1759, cuando su formación de infantería se mantuvo firme y quebró una carga de caballería francesa. El regimiento fue enviado a Quebec en abril de 1776 y en mayo de ese año asistió a parte de los hechos posteriores a la batalla que se había desarrollado en esa ciudad. Sirviendo a las órdenes del general John Burgoyne durante el resto de la Invasión de Canadá, terminaron rindiéndose con él en Saratoga. El Regimiento N.º 20 de Infantería cambió su denominación a la de Regimiento de Devonshire Oriental (East Devonshire Regiment) en 1782.

### Regimiento de Devonshire Oriental

El East Devonshire en la Batalla de Inkerman, de David Rowlands.

En las Guerras Napoleónicas el East Devonshire luchó en algunas de sus primeras campañas antes de distinguirse en la Guerra Peninsular, en la que su actuación fue particularmente significada en la Batalla de Vitoria donde formaron parte de la «columna vertebral» de las fuerzas del Duque de Wellington.
Durante la Guerra de Crimea, en 1854, tomaron parte en sus dos mayores batallas: la de Alma y la de Inkerman. El regimiento cambió por última vez su denominación a la definitiva de Fusileros de Lancashire (Lancashire Fusiliers) en 1881.

### Guerras coloniales de finales delsigloXIX
En 1885 el regimiento luchó en el Asedio de Jartum en la Primera Campaña Anglosudanesa. Durante la segunda guerra bóer, en 1899, el Segundo Batallón entró en combate en la Batalla de Spion Kop, y los Fusileros también intervinieron en la Liberación de Ladysmith.

### Primera Guerra Mundial
Los Fusileros de Lancashire incorporaron treinta batallones a la Primera Guerra Mundial, y estuvieron representados en todas las campañas de esa contienda.

#### Galípoli

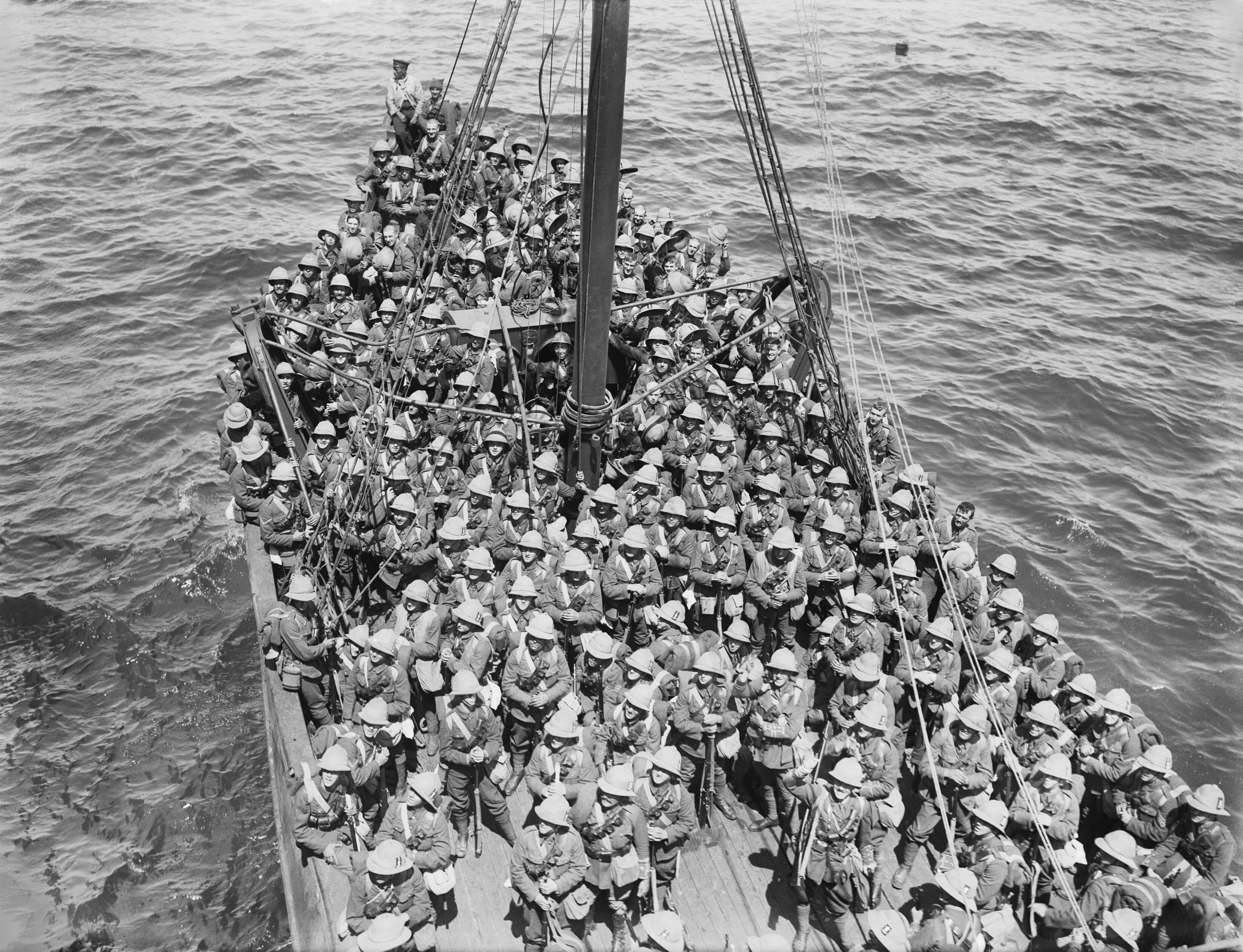
Una lancha con Fusileros de Lancashire, enviados a Galípoli. Foto de Ernest Brooks.

Durante los principales desembarcos de Galípoli el 25 de abril de 1915, el Primer Batallón de los Fusileros de Lancashire fue premiado con seis Cruces Victoria. A este episodio se le suele llamar el de «las seis CV antes del desayuno» (the six VCs before breakfast).
El desembarco en Galípoli (durante el infame Helles Landing) implicó a una brigada de la East Lancashire Division que incorporaba cuatro batallones territoriales del regimiento. Los desembarcos también implicaron al Primer Batallón.
La noche del 6 al 7 de agosto tuvo lugar un desembarco posterior en la bahía de Suvla. El Noveno Batallón de los Fusileros de Lancashire, como parte de la 34.ª Brigada de la 11.ª División, vadeó hacia la costa desde aguas profundas en la oscuridad, y fue inmovilizado en la playa, perdiendo a su coronel y un gran número de oficiales.
Se celebra un servicio conmemorativo en la ciudad sede del regimiento, Bury en el Gran Mánchester, cada «Domingo de Galípoli» (el domingo más cercano al 25 de abril), desde 1916. Recientemente se ha decidido que esta conmemoración se mantendrá a pesar de la muerte del último superviviente de los Fusileros de Lancashire presente en Galípoli.

#### Frente Occidental

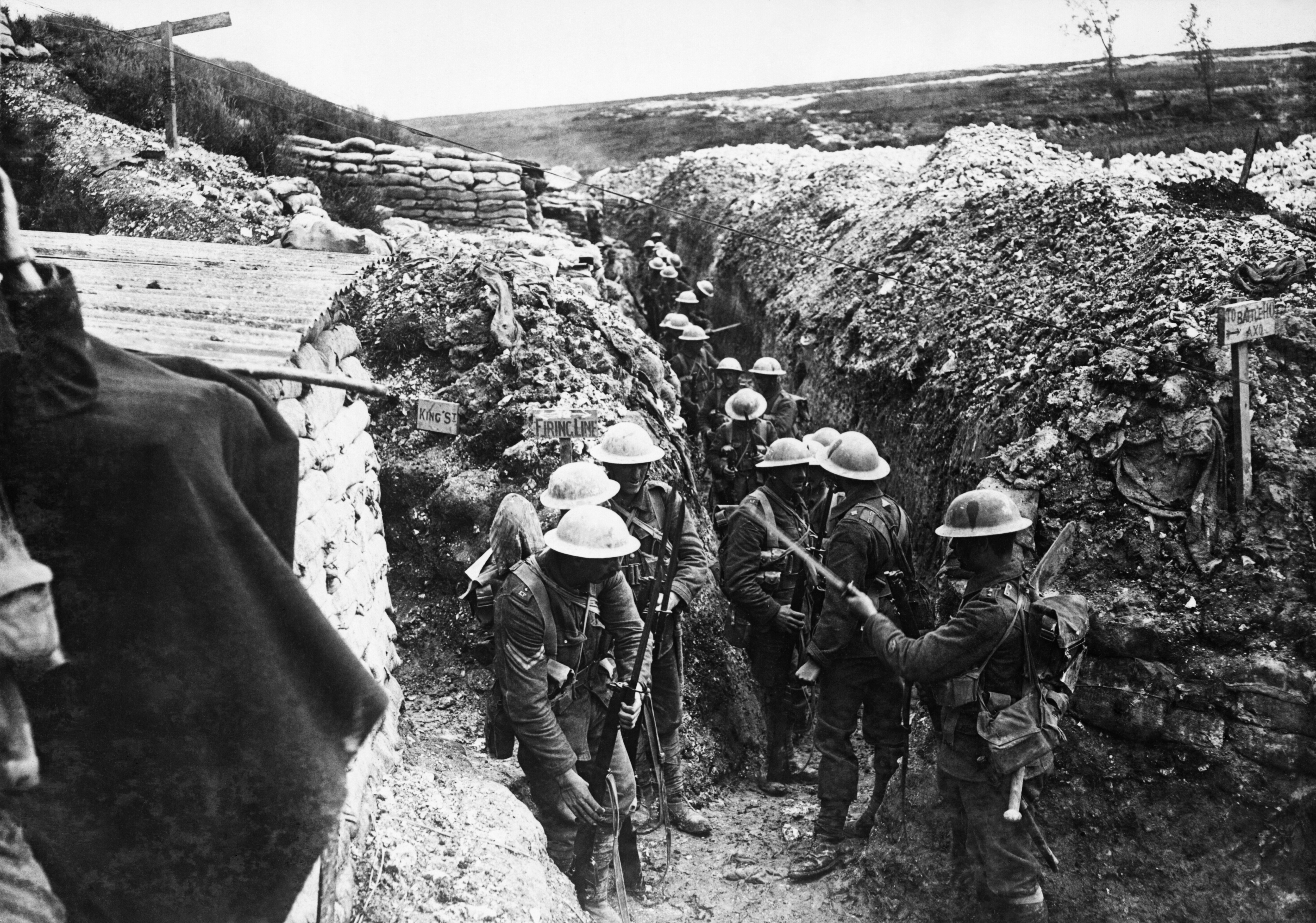
Primer Batallón de los Fusileros de Lancashire en una trinchera de comunicaciones cerca de Beaumont-Hamel, en 1916. Foto de Ernest Brooks.

El regimiento, como la mayoría de los regimientos británicos en la guerra, envió la mayoría de sus efectivos al Frente Occidental. Durante la Batalla del Somme hasta once batallones del regimiento entraron en campaña, incluyendo tres pals battalions y tres bantam battalions.
El célebre escritor de fantasía J. R. R. Tolkien sirvió como teniente segundo especializado en comunicaciones en el 11.º Batallón de este regimiento desde 1915 hasta contraer la «fiebre de las trincheras» en el Somme en octubre de 1916.

### Segunda Guerra Mundial
Los Fusileros de Lancashire incorporaron diecisiete batallones al servicio en la Segunda Guerra Mundial. Durante la Batalla de Francia, el Batallón 1/8 de los Fusileros de Lancashire, junto con batallones del Regimiento Real de Norfolk y los Royal Scots, fueron rodeados entre el 26 y el 27 de mayo de 1940 cerca del pueblo de Locon, dos kilómetros al norte de Béthune, por tropas alemanas de vanguardia. Poco después se produjeron varias masacres de prisioneros aliados, principalmente a cargo de la SS-Division Totenkopf.